# Quincey Daniels
Quincey Daniels, född 4 augusti 1941, är en amerikansk före detta boxare.
Daniels blev olympisk bronsmedaljör i lätt weltervikt i boxning vid sommarspelen 1960 i Rom.